# Podvrh (Osilnica, Slovenija)
Podvrh je naselje u slovenskoj Općini Osilnici. Podvrh se nalazi u pokrajini Dolenjskoj i statističkoj regiji Jugoistočnoj Sloveniji. 

## Stanovništvo
Prema popisu stanovništva iz 2002. godine naselje je imalo 4 stanovnika.